# Sridnji otok
Sridnji otok je nenaseljeni otočić u hrvatskom dijelu Jadranskog mora. Nalazi se zapadno od sjevernog kraja otoka Iža.
Njegova površina iznosi 0,14 km². Dužina obalne crte iznosi 1,8 km.